# Alonso Mudarra
Alonso Mudarra   (província de Palència, 1510 (Gregorià) - Sevilla, 1 d'abril de 1580) compositor i violista espanyol del Renaixement.
Va fer innovacions tant en música instrumental com vocal, i forma part junt amb Lluís del Milà, Enríquez de Valderrábano, Esteban Daza, Diego Pisador, Miguel de Fuenllana i Luis de Narváez del grup dels set violistes espanyols del segle xvi l'obra dels quals ha arribat als nostres dies.
Es crià en la casa dels "ducs del Infantado", en Diego Hurtado de Mendoza i en Íñigo López, als que serví durant molts anys, on cultivà el seu enginy amb el tracte i comunicació dels excel·lents homes de tota música que en aquella casa hi havia, i amb el que veié i aprengué en altres parts d'Itàlia i d'Espanya. Fou canonge de la catedral de Sevilla, i durant algun temps majordom de fabrica de la mateixa església.
L'any 1546 publicà a Sevilla Tres libros de cifra para vihuela (impremta de Juan de León), el conté gran varietat de peces, fantasies, pavanes, compostures, gallardes, salms, romances, cançons, sonets en castellà i italià, odes llatines i villancets, arranjaments unes i originals altres. Entre les obres originals Mudarra rebel·la un lirisme inspirat i feliç, del que en pot ser exemple la música de les coplas de Jorge Manrique, profundament sentides, i la dels sonets, cançons de Joan Boscà, Garcilaso de la Vega, Petrarca i Sannazaro, sense excloure la de les poesies de Virgili, Horaci i Ovidi.
En els tientos i peces purament instrumentals el seu enginy és fàcil, graciós i espontani. També va compondre un llibre de xifra per a arpa i orgue, que no s'arribà a imprimir.